# 凱洛格冰川

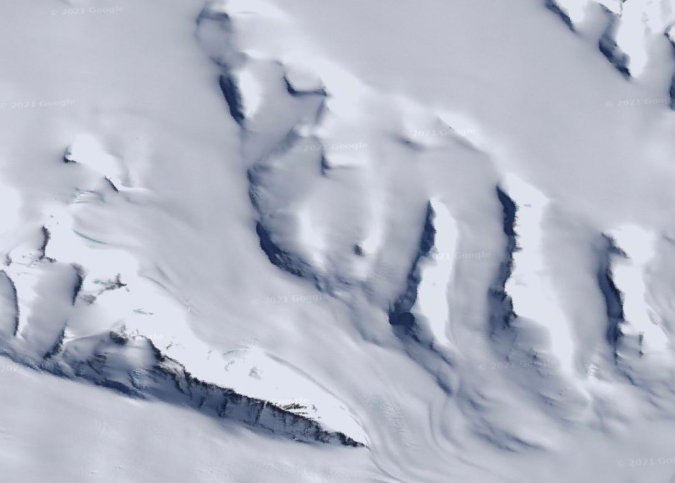
Google Earth中的凱洛格冰川

凱洛格冰川（英語：Kellogg Glacier），是南極洲的冰川，位於帕爾默地東部，處於孔多爾半島底部，全長約17公里，在1974年由美國地質調查局繪入地圖，現時由南極條約體系管理。